# Пунзуй
Пунзуй — река в России, течёт по территории Терского района Мурманской области. Устье реки находится в 9,4 км по правому берегу реки Пана. Длина реки составляет 23 км, площадь водосборного бассейна 128 км².

## Данные водного реестра
По данным государственного водного реестра России относится к Баренцево-Беломорскому бассейновому округу, водохозяйственный участок реки — реки бассейна Белого моря от западной границы бассейна реки Иоканга (мыс Святой Нос) до восточной границы бассейна реки Нива, без реки Поной. Речной бассейн реки — бассейны рек Кольского полуострова и Карелии, впадает в Белое море.
Код объекта в государственном водном реестре — 02020000212101000008063.